# 柳斌 (1937年)
柳斌（1937年2月—2024年10月1日），男，汉族，江西上栗人，中华人民共和国政治人物。

## 生平
曾任萍乡市人民政府副市长:789，江西省人民政府副省长，国家教育委员会副主任、党组副书记、总督学，第六、九、十届全国政协委员。